# Зоопарковый мост (Кёльн)
Зоопарковый мост (нем. Zoobrücke) — автодорожный металлический балочный мост через Рейн, расположенный в городе Кёльне (Германия, федеральная земля Северный Рейн-Вестфалия). Соединяет городские районы Ниппес и Кёльн-Мюльхайм. По мосту проходит федеральная автодорога B55а и малая кольцевая дорога Кёльна (улица Innere Kanalstraße), проложенная по маршруту бывшей кёльнской городской стены (de:Festungsring Köln). Мост проходит под линией кёльнской городской канатной дороги, открытой в рамках подготовки к федеральной парково-садовой выставке 1957 года (de:Bundesgartenschau 1957)
Выше по течению находится мост Гогенцоллернов, ниже — Мюльхаймский мост.

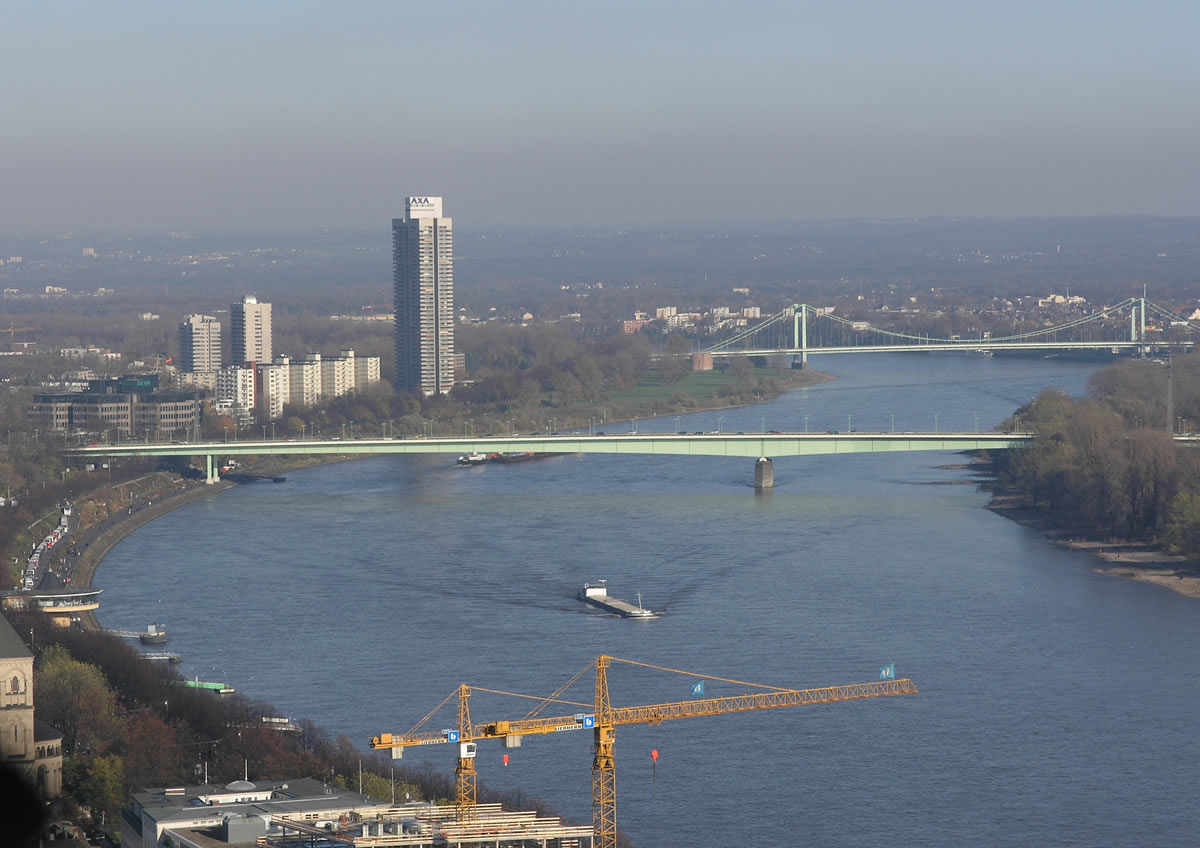
Вид на Зоопарковый и Мюльхаймский мост с колокольни Кёльнского собора

## История
Впервые о необходимости строительства моста через Рейн в районе Innere Kanalstraße были выдвинуты ещё в 1953 году, но решение о строительстве моста и выделении необходимого финансирования кёльнский городской совет принял только в 1962 году.
На конкурс было представлено 16 вариантов, 14 из которых предлагали для русловой части моста стальные пролетные строения, 2 — железобетонные. В половине стальных вариантов в русловой части рассматривались  балочные сплошные неразрезные, как правило, коробчатые пролётные строения, имеющие основные пролёты от 255 до 263 м; в другой половине стальных вариантов предусматривалось подобные же неразрезные пролётные строения с основными пролётами от 255 до 288 м, но работающие в сочетании со стальными вантами.
Для строительства моста был принят проект, предложенный архитектором Гердом Ломером. Стальные конструкции моста были изготовлены компанией Rheinstahl Union Brückenbau. Строительно-монтажные работы выполняли компании «Gutehoffnungshütte, Actienverein für Bergbau und Hüttenbetrieb» и «Klöckner-Humboldt-Deutz AG».
Когда мост начинал строиться в 1962 году, предполагалось, что он получит имя Северный мост (нем. Nordbrücke), но в 1963 году в результате опроса, проведенного среди читателей кёльнской ежедневной газеты, было принято решение о присвоении мосту имени Zoobrücke вследствие нахождения рядом с городским зоопарком. Первоначально планировалось, что стальные конструкции моста будут окрашены в красный цвет, но впоследствии было решено окрасить их в зелёный цвет, так как мост соединяет право- и левобережные части кёльнского пояса зелёных насаждений (de:Kölner Grüngürtel).
Мост был официально открыт 22 ноября 1962 года. Затраты на строительство составили 34 млн. марок.

## Конструкция
Мостовой переход состоит из подходов-эстакад на обоих берегах и четырёхпролётного моста через Рейн. Общая длина мостового перехода составляет около 1300 м. Центральная часть моста представляет собой четырëхпролётную неразрезную балку сварной конструкции длиной 598 м. Схема разбивки на пролёты — 73,5 + 259,0 + 144,5 + 121,5 м. В поперечном сечении балка состоит из двух «коробок» замкнутого профиля и проезжей части, выполненной в виде ортотропной плиты из стальных листов толщиной от 12 до 26 мм, усиленных приваренными к ним продольными и поперечными ребрами. Высота балки плавно меняется от 10 м над речной опорой до 3,6 м у левобережного устоя и 3,9 у правобережного.
Вертикальные стенки балки усилены продольными и поперечными ребрами жёсткости, подавляющее большинство которых расположено внутри «коробок». На фасаде оставлены лишь немногие вертикальные ребра жёсткости. Тротуары моста вынесены на консоли, но к их наружным концам приварены дополнительные продольные листы: они образуют на фасаде четкую горизонтальную полосу, а в солнечные дни отбрасывают на стенку балки такую же четкую линию тени, которая зрительно уменьшает высоту балки, придавая мосту ещё большую стройность и динамичность.
Мост несимметричный – в русле реки размещена только одна опора, резко сдвинутая к правому берегу. Такое размещение было выбрано по архитектурно-композиционным соображениям, также это удобно для судоходства.
Мост предназначен для движения автотранспорта, велосипедистов и пешеходов. Ширина моста составляет 33 м (из них ширина проезжей части 22 м). Проезжая часть включает в себя 6 полос для движения автотранспорта (по 3 в каждом направлении). Покрытие проезжей части и тротуаров — асфальтобетон. Перильное ограждение металлическое простого рисунка.